# Kapervogn
En kapervogn er et hestetrukket køretøj med kusk, man kan leje til passagertransport. 
Kapervogne var oprindeligt udstyret med flere sæderækker (holstenervogne eller 'kaffemøller') og fungerede som omnibus eller taxi. Kapervognen var forløberen for taxien, og det gamle udtryk blev bevaret indtil 1950'erne. Udtrykket "kaper" indgår i dag i "kaperrække" om en taxiholdeplads. Kaperkuskene på Trianglen på Østerbro blev beværtet i de mange restauranter der.
Kapervogne eksisterer i dag fx i Dyrehaven i Klampenborg, hvor det er en yndet fornøjelse at køre mellem toget og Bakken eller rundt i hele Dyrehaven.